# 陈赓
陈赓（1903年2月27日—1961年3月16日），原名陈庶康，湖南湘乡人。中国工农红军及中国人民解放军主要领导人之一，军事家、中国人民解放军大将。中国共产党、中华人民共和国政治人物，原副国级领导人。
陈赓早年加入中国共产党，此后进入黄埔军校第一期，随后参加东征。之后赴苏联学习间谍技术，回国后参加南昌起义，之后到上海负责中共中央特科工作。后赴鄂豫皖苏区任红四方面军师长等职务，之后负伤赴上海治疗期间被捕。后获释赴中央苏区，并跟随红军主力战略转移。抗日战争期间，担任八路军129师386旅旅長。第二次国共内战期间，率领晋冀鲁豫野战军一部在山西、河南地区作战，之后担任中国人民解放军第二野战军第四兵团司令员兼政委，率部参与淮海战役、渡江战役，攻下华中、华南、西南直至云南全境，并支援法越战争。1951年，担任中国人民志愿军副司令员参与指挥朝鲜战争。回国后担任人民解放军副总参谋长、中国国防部副部长等职位。1961年3月16日，陈赓于上海病逝。

## 生平

### 早期投身革命
1903年2月27日，陈赓出生于湖南湘乡龙洞乡泉湖村，其祖父为湘军将领陈益怀（字崙西，1846—1916）。陈益怀1862年加入湘军，先后参加平定太平天国、鎮壓捻军、陕甘回乱、收复新疆、中法战争、中日甲午战争，积功至花翎副将从二品武显将军，1895年解甲归田。陈赓早年进入湘东地区著名的新学堂湘乡东山高等小学校学习，此后弃笔从戎，不到14岁进入湘军鲁涤平部第6团2营。当时，彭德怀和陈赓都在第6团，不在一个营。尽管他们从未见面，却彼此了解，还知道是老乡。陈赓碰到了彭德怀，一见如故，当时陈赓已经当了四年兵，彭德怀问：“为什么不去考湖南军官讲武堂？”不久彭德怀组建了救贫会，杀了恶霸，被官府追拿而离队考入湖南讲武堂，此事牵连陈赓被迫脱离湘军。陈赓去长沙在粤汉铁路湘局当工人。入毛泽东办的长沙自修大学学习。有此渊源，陈赓毕生与彭德怀关系莫逆，彭德怀发怒时别人不敢说的话陈赓敢说；陈赓敢跟彭开玩笑，还做了彭的媒人。
1922年，加入中国共产党。1923年12月，考入广州陆军讲武学校。次年5月与同乡宋希濂一起考入黄埔军校，成为该校第一期学生（被誉为“黄埔三杰”之一），当过孙中山的侍卫，并于10月参加平定广州商团暴动。1925年，留任黄埔军校，参加了东征陈炯明的战斗，陈赓的黄埔军校教导团第七连负责蒋介石侍卫。10月27日，由于作战失利师长逃跑，部队在华阳附近被包围，蒋介石任命陈赓代理师长阻止溃退没有成功，准备自杀。在陈赓的劝说下，蒋介石没有自杀，陈赓背着蒋介石得以逃脱。1926年7月，参加国民革命军北伐誓师。1926年9月，陈赓秘密离开黄埔军校，到上海中共中央报到。陈独秀派遣他和顾顺章一起前往苏联“契卡”受训。半年里，他们先在伯力学习侦察、审讯；又到海参崴学习暴动、劫狱及爆破、射击、秘密通讯等专门技术。1927年2月返回中国，在北伐军第二方面军任特务营营长，并出席中国共产党第五次全国代表大会。
1927年8月1日，陈赓参加南昌起义，并在会昌战斗中负伤，被送往上海秘密治疗。1928年春留上海，化名“王庸”，在周恩来领导下负责中共中央特科工作，任第二科科长，副科长刘鼎。1929年11月11日晚上23点，陈赓亲自指挥中央特科红队击毙出卖彭湃的叛徒白鑫，“子弹由前额洞穿后脑，脑浆迸裂而亡”。1931年，因顾顺章变节，陈离开上海赴天津组建北方特科。中央特科由陈云、潘汉年和康生接管，以后几年的工作以处理顾顺章叛变的遗留问题为主。陈赓后去鄂豫皖苏区。之后，任中国工农红军第4军第13师318团团长；同年11月，红四方面军成立，陈赓被调任第12师师长，并率部参加鄂豫皖苏区的第三次反围剿战争，此后在新集西北胡山寨战斗中右腿负伤。1932年，陈赓奔赴上海治疗，并于1933年被上海租界巡捕房逮捕，遭到电刑拷问，这很大程度上损害了他的身体。后被引渡给南京政府。蒋介石念及陈有救命之恩，而没有执行枪毙，並且走入牢房對他說：「雖然我希望能剿滅共產黨，但我也希望你能活著離開這裡」。此后，因宋庆龄等人的大力营救出狱，后被中共中央调往中央苏区，任彭杨步兵学校校长。
1934年10月，陈赓随中央红军主力战略转移，并兼任红军干部团团长，率领干部团掩护中央军委强渡乌江、攻占遵义城、土城等战役。次年5月，率部占领金沙江要渡口皎平渡，掩护红一方面军渡过金沙江。后调任红1军团、陕甘支队、红军13团团长等职位。1935年，率部参加直罗镇战斗，第3次负伤。同年年底，任红军第1师师长。1936年3月，红军东征，陈赓率部进军山西，转战同蒲铁路沿线。6月，返回陕西西征，攻占甘肃、宁夏等地。11月，率部参加山城堡战斗。1937年2月，进延安抗日军政大学学习。

### 抗日战争期间

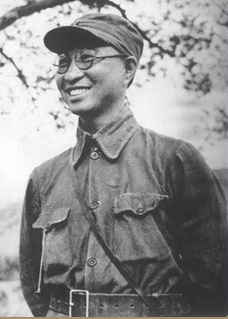
抗日战争初期的陈赓

1937年，西安事变和平解决，第二次国共合作开始。9月4日，陈赓任改编后的八路军第129师第386旅旅长。10月7日，率部渡黄河进入山西。10月16日，率部进抵平定以东地区，执行侧击西犯娘子关日军的任务。10月22日，率部夜袭井陉、旧关的长生口。10月26日，率部在娘子关以南设伏，歼灭日军2师团辎重部队，毙伤日军300余人，缴获骡马300余匹和大批军用物资。两日后，再次同一地点设伏，歼日军百余人，缴获骡马数十匹。11月2日，率部在昔阳县黄崖底设伏，歼日军109师团135联队300余人。
1938年2月22日，陈赓率部设伏于长生口附近，毙日军130余人。同年3月，侵华日军出动三万以上兵力，对晋东南进行九路围攻，史称“晋东南1938年战役”。陈率386旅协同其他部队，连续发动神头伏击战、响堂铺伏击战、长乐村追击战等，前后共歼日军四千余人。日军因此十分憎恨陈赓部队，并在坦克上写上了“专打386旅”标识。之后，中共部队发动晋察冀1938年秋季战役，陈赓率部乘胜追击逃敌，进入平汉路以东，协同其他部队转战冀鲁豫平原。
1939年，八路军发动冀南1939年春季战役，陈赓率部在河北南部香城固设伏，与日军第十师团交战。此后，率部返回太行、太岳山区，同薄一波的决死1纵队会师，统一指挥该区八路军、决死队。随后，太岳军区成立，陈赓任军区司令员。5月5日，太岳军区部队协同太行军区部队发起白晋战役，歼灭日军350余人。7月9日，奉命反击阎锡山军陈长捷。9月，参与百团大战，奉命率部强攻榆社县城，全歼守军。次月，率部与129师发动晋东南1940年战役。百团大战打关家垴时，八路军攻不上去，伤亡惨重。八路军副总司令彭德怀怒火冲天，坚持部队拼光了也要把关家垴打下来！第一二九师师长刘伯承向彭德怀建议撤围，被彭德怀严词批评；陈赓几次直言劝彭德怀改变决心，即使彭德怀派人下来督战，陈赓还是坚持给八路军野司打电话。1941年军队整编，陈赓担任新组建的太岳纵队司令员兼太岳军区司令员。
1942年7月，太岳纵队发动沁源围困战，以消耗战蚕食日军，最终占领沁源。次年，陈赓率领太岳纵队发动秋季战役。该年年底，陈离开太岳山区前往延安，并进入中央党校学习。1945年，参加中共七大，当选为候补中央委员。

### 第二次国共内战时期
1945年8月，日本宣布无条件投降。同月25日，陈赓由延安飞抵太行。次月，太岳军区主力组成晋冀鲁豫野战军太岳纵队，陈赓任纵队司令员。9月，陈赓率部参加上党战役，该部队共歼灭国军1万4千余人，活捉国军第19军军长史泽波等人。
1946年7月，陈赓与谢富治配合，率部在闻喜、夏县地区全歼胡宗南部第31旅。8月9日，全歼国军第39师、第69师共一万两千余人，占领五座县城。9月底，在临浮战役中全歼胡宗南部精锐部队、号称“天下第一旅”的国民革命军第1军第1师第1旅，活捉旅长黄正诚。11月至次年1月，发动晋西南战役、汾孝战役，率部策应保卫延安，配合晋绥部队进军吕梁地区，歼灭国军两万六千余人。1947年7月，陈赓前赴陕北参加中央军委召开的小河会议，会后决定中国解放军进入战略反攻阶段。太岳军区第4纵队和晋冀鲁豫野战军第9纵队、第38军组成陈谢兵团，南下黄河进入河南。
1947年8月，陈赓率部截断陇海铁路。至10月下旬，歼灭国军3万余人，占领县城15座。年底，配合华东野战军出击平汉线，占领23座县城、歼灭上万余国军部队。1948年，率部与国军在洛阳交手，两次易手后，解放军最终占领河南洛阳。同年5月，发动宛西战役、宛东战役，建立豫陕鄂解放区。10月，率部占领郑州。11月，陈赓兵团参加淮海战役，全歼国军第12兵团。淮海战役打双堆集时他坚持暂缓攻击黄维兵团，争取时间掘壕迫近，连上级首长来电话催也敢不接。
1949年1月24日，陈赴商邱参加中原局会议，后任第二野战军第四兵团司令员兼政治委员。4月22日，渡江战役爆发，陈赓率部在九江以东突破国军长江防线，进入江西、福建。5月22日，攻占江西省会南昌。此后，率领第四兵团归第四野战军指挥。7月17日，第4、第15兵团同由陈赓指挥，陈赓大兵团经赣州南进，于10月占领广东省会广州。该年年底，陈赓兵团协同第四野战军在雷州半岛附近作战，全歼华中长官公署直属队及其三个兵团，共十六万余人，其中第四兵团该战役中歼灭国军七万余人。在解放中南的战争中，和林彪因为战役方针发生三次争论，陈赓直接给毛泽东发电报要求评定争论。

### 中华人民共和国建国后

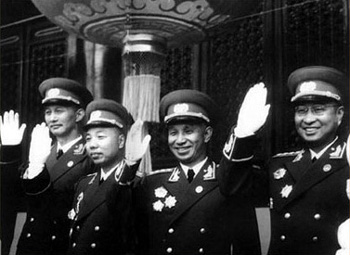
1955年国庆节，洪学智、萧华、粟裕、陈赓（从左至右）在天安门城楼上

1950年1月，陈赓率部在云南发动滇南围歼战役，在其他部队协同下全歼滇南国军第8军、第26军，共两万余人。次月，西南军区成立，陈赓任西南军区副司令员。次月担任云南省人民政府主席，指挥所部参加西昌战役，攻占西昌，之后担任云南军区司令员。7月，被任命为中共中央代表前往越南，与越南民主共和国主席胡志明就法越战争会面。之后，陈赓部署越共部队，并于9月发动边界战役，歼灭法国部队三千余人。此后陈赓经广西南宁返回北京。
1951年4月，陈赓担任中国人民志愿军第3兵团司令员兼政治委员，6月，兼任中国人民志愿军副司令员赴朝作战。1951年5月21日，由于美军连续轰炸中国人民志愿军后方交通线的缘故，志愿军总司令部对下属的各个兵团下达了结束第5次战役停止进攻向汉江北岸撤退修整的指令，第三兵团下属的第60军（军长韦杰）第180师由于师长郑其贵以及军长韦杰指挥不当，导致该部队陷入美军的包围之中，最后在激战之后师长郑其贵率领残部突出重围。战后，时任第三兵团的司令员的陈赓和代为指挥的副司令王近山遭到来自总司令彭德怀的严厉指责，指挥严重失误的60军军长韦杰和180师师长郑其贵也遭到了撤职处分。
1952年3月，由朝鲜回国，随后旋即奉令重返志愿军司令部。6月返回中国，并获朝鲜一级独立自由勋章。同年7月，调任中国人民解放军军事工程学院院长，负责培养研究、设计、制造方面的军事工程师，该职位一直保持到其逝世。1954年10月，担任中国人民解放军副总参谋长。1955年陳駐軍於雲南，增派援軍入越助越共，於4月於奠邊府戰勝法國外籍兵團，1955年被授予中国人民解放军大将军衔，并获一级八一勋章、一级独立自由勋章和一级解放勋章，并担任第一届国防委员会委员。
1956年，出席中共八大，当选为中央委员。1958年，出任中华人民共和国国防部副部长、中共中央军事委员会委员，免去其中国人民解放军副总参谋长职务。1961年，由北京至上海疗养，住在华山路华东局招待所。同年3月16日，因心脏病不治，陈赓于上海病逝。

## 轶事
1955年11月25日，钱学森获得批准访问哈尔滨军事工程学院，哈军工第一任院长陈赓从北京乘坐飞机前往哈尔滨亲自陪同钱学森参观哈军工。考察参观期间，陈赓与钱学森关于中国能不能研制导弹，发生了一段对话
|  | 陈赓问：钱先生，你看我们中国人能不能搞导弹？ 钱学森不假思索地答道：有什么不能的？外国人能造出来的，我们中国人同样能造出来。难道中国人比外国人矮一截不成？ 陈赓豪气顿生：钱先生，我要的就是您的这句话！ |

## 著作
- 《陈赓日记》1982年人民出社版。1937-1949年的抗日战战和解放战争日记。
- 《陈赓日记（续）》1984年解放军出版社。1950-1952年在越北战场、朝鲜战场的日记。
- 《陈赓军事文选》2007年解放军出版社。1939-1961年的文稿266篇，

## 纪念
2013年，哈尔滨军事工程学院60周年，哈军工后续院校都隆重纪念。
- 在南京理工大学校园内有陈赓全身铜像，在纪念馆内有陈赓受命组建哈军工铜像群。
- 在哈尔滨工程大学校园内有陈赓全身铜像，和陈赓受命组建哈军工铜像群。
- 在长沙国防科技大学校园，有陈赓全身铜像。
- 在装甲兵工程学院校园内，有陈赓和许光达两位大将的双人铜像组。

## 家庭

### 兄弟姐妹
- 陈秋葵，嫁中国人民解放军大将谭政

### 夫人
- 王根英，在抗日战争期间被日军杀害[21]
- 傅涯，北京市公用局机关党总支书记，北京市第五、六、七届政协委员[21]

### 子女
- 长子陈知非，航天部门高级工程师，王根英所生
- 次子陈知建少将，原重庆警备区副司令员
- 女儿陈知进，中国人民解放军总医院麻醉科主任医师、教授；丈夫为赵登平海军少将，原海军装备部副部长、海军信息化专家委员会副主任
- 三子陈知庶少将，原甘肃省军区司令员
- 四子陈知涯少将，原军事科学院外军部研究员，现任中国国际战略基金会秘书长

### 孙子
- 陈怀辰，陈知建之子，2018年时在解放军联合参谋部工作，中国人民解放军陆军中校

## 相关作品
- 电视剧《陈赓大将》
- 2001年，《亮剑》（小说）及其2005年改编电视剧，《亮剑》
- 2009年，建國大業
- 永遠的戰友[22]